# Lukovo (gmina Kuršumlija)
Lukovo (cyr. Луково) – wieś w Serbii, w okręgu toplickim, w gminie Kuršumlija. W 2011 roku liczyła 275 mieszkańców.